# 64ª Mostra internazionale d'arte cinematografica di Venezia
La 64ª edizione della Mostra internazionale d'arte cinematografica di Venezia si è svolta a Venezia, Italia, dal 29 agosto all'8 settembre 2007.
La madrina della rassegna è stata la soubrette italiana Ambra Angiolini. Il Leone d'oro alla carriera è stato consegnato al regista statunitense Tim Burton.
Per la seconda volta nella storia della Mostra dal dopoguerra (dopo il 2006) tutti i film del concorso erano in prima mondiale.

## Le giurie
Le giurie internazionali della 64ª Mostra internazionale d'arte cinematografica di Venezia erano così composte:

### Giuria della sezione ufficiale
Per la prima volta nella storia della manifestazione, la giuria della sezione principale è composta solamente da registi:
- Zhang Yimou (Repubblica Popolare Cinese) - Presidente
- Catherine Breillat (Francia)
- Jane Campion (Nuova Zelanda)
- Emanuele Crialese (Italia)
- Alejandro González Iñárritu (Messico)
- Ferzan Özpetek (Turchia-Italia)
- Paul Verhoeven (Paesi Bassi)

### Giuria della sezione "Orizzonti"
- Gregg Araki (regista, Stati Uniti d'America) - Presidente
- Frederick Wiseman (regista, Stati Uniti d'America)
- Hala Alabdalla Yakoub (regista e produttrice, Siria)
- Giorgia Fiorio (fotografa, Italia)
- Ulrich Gregor (critico cinematografico, Germania)

### Giuria del "Premio Venezia Opera Prima Luigi De Laurentiis"
- Bill Mechanic (produttore, Stati Uniti d'America) - Presidente
- Rupert Everett (attore, Gran Bretagna)
- Randa Chahal (regista, Libano)
- Liu Jie (regista, Cina)
- Valeria Solarino (attrice, Italia)

### Giuria della sezione "Corto Cortissimo"
- François-Jacques Ossang (regista, Francia) - Presidente
- Yasmine Kassari (regista, Marocco)
- Roberto Perpignani (montatore, Italia)

## Sezioni principali
I film sono in ordine alfabetico secondo il cognome del regista.

### Film in concorso
Concorso internazionale di lungometraggi in 35 mm e in digitale, proiettati in anteprima mondiale, in gara per il Leone d'Oro.
- Il treno per il Darjeeling (The Darjeeling Limited) di Wes Anderson (Stati Uniti d'America)
- Sleuth - Gli insospettabili (Sleuth) di Kenneth Branagh (Gran Bretagna/Stati Uniti d'America)
- Le chaos (Heya fawda) di Youssef Chahine (Egitto)
- Redacted di Brian De Palma (Stati Uniti d'America)
- L'assassinio di Jesse James per mano del codardo Robert Ford di Andrew Dominik (Stati Uniti d'America)
- Nessuna qualità agli eroi di Paolo Franchi (Italia/Svizzera/Francia)
- Michael Clayton di Tony Gilroy (Stati Uniti d'America)
- Nightwatching di Peter Greenaway (Gran Bretagna/Polonia/Canada/Paesi Bassi)
- En la ciudad de Sylvia di José Luis Guerín (Spagna)
- Nella valle di Elah (In the Valley of Elah) di Paul Haggis (Stati Uniti d'America)
- Io non sono qui (I'm not There) di Todd Haynes (Stati Uniti d'America)
- The Sun Also Rises (Taiyang zhaochang shenqi) di Jiang Wen (Cina/Hong Kong)
- Help Me Eros (Bangbang wo aishen) di Lee Kang-sheng (Taiwan)
- Cous cous (La graine et le mulet) di Abdellatif Kechiche (Francia)
- Lussuria - Seduzione e tradimento (Se, Jei) di Ang Lee (Stati Uniti d'America/Cina/Taiwan)
- In questo mondo libero... (It's a Free World) di Ken Loach (Gran Bretagna/Italia/Germania/Spagna)
- L'ora di punta di Vincenzo Marra (Italia)
- Sukiyaki Western Django di Takashi Miike (Giappone)
- 12 di Nikita Michalkov (Federazione Russa)
- Il dolce e l'amaro di Andrea Porporati (Italia)
- Gli amori di Astrea e Céladon (Les amours d'Astrée et Céladon) di Éric Rohmer (Francia/Italia/Spagna)
- Espiazione (Atonement) di Joe Wright (Gran Bretagna) - film d'apertura
- Mad Detective (Shentan) di Wai Ka-Fai e Johnnie To (Hong Kong)

### Film fuori concorso

#### Venezia Maestri
- Sogni e delitti (Cassandra's Dream) di Woody Allen (Gran Bretagna/Stati Uniti d'America)
- Cleópatra di Júlio Bressane (Brasile)
- L'innocenza del peccato (La Fille coupée en deux) di Claude Chabrol (Francia)
- Disimpegno (Disengagement) di Amos Gitai (Germania/Italia/Israele/Francia)
- Beyond the Years (Chun-nyun-hack) di Im Kwon-taek (Corea del Sud)
- Kantoku banzai! di Takeshi Kitano (Giappone)
- Cristovão Colombo - O enigma di Manoel de Oliveira (Portogallo/Francia)
- Do Visível ao Invisível di Manoel de Oliveira (Portogallo/Brasile)

#### Venezia Notte - Apertura e chiusura
- Per un pugno di dollari (1964) di Sergio Leone (Italia/Spagna/Germania) - Versione restaurata
- Blood Brothers (Tiantang kou) di Alexi Tan (Cina/Taiwan/Hong Kong)
- Rec di Paco Plaza e Jaume Balagueró (Spagna)

#### Venezia Notte
- Far North di Asif Kapadia (Gran Bretagna/Francia)
- Blade Runner: The Final Cut di Ridley Scott (Stati Uniti d'America)
- The Hunting Party di Richard Shepard (Stati Uniti d'America/Croazia/Bosnia ed Erzegovina)
- Diario di una tata (The Nanny Diaries) di Shari Springer Berman e Robert Pulcini
- Nocturna di Adrià Garcìa e Víctor Maldonado (Spagna/Francia) - Animazione

#### Evento Speciale
- Hotel Chevalier di Wes Anderson (USA) - Cortometraggio

#### Bernardo Bertolucci: Leone d'oro del 75°
- La via del petrolio (1967) di Bernardo Bertolucci (Italia) - Documentario, versione restaurata
- Strategia del ragno (1970) di Bernardo Bertolucci (Italia) - Versione restaurata

#### Tim Burton: Leone d'oro alla Carriera 2007
- Tim Burton's The Nightmare Before Christmas 3-D di Tim Burton e Henry Selick (Stati Uniti d'America) - Animazione

#### Alexander Kluge: Eventi Speciali del 75°
- Mio secolo, mio mostro! (Mein Jahrhundert, mein Tier!) di Alexander Kluge
- Il fenomeno dell'opera (Das Phänomen der Oper) di Alexander Kluge
- Nella tempesta del tempo/Facts and Fakes (Im Sturm der Zeit/Facts and Fakes) di Alexander Kluge
- La forza poetica della teoria (Die poetische Kraft der Theorie) di Alexander Kluge
- La magia dell'anima oscurata (Der Zauber der verdunkelten Seele) di Alexander Kluge

#### Venezia Giubileo (1932-2007): Omaggio a Carlo Lizzani
- Hotel Meina di Carlo Lizzani (Italia)

#### Venezia Giubileo (1932-2007)
- Gli uomini, che mascalzoni... (1932) di Mario Camerini (Italia)

#### Eventi
- N.U. (Nettezza Urbana) (1948) di Michelangelo Antonioni (Italia) - Cortometraggio
- Vertigine (1950) di Michelangelo Antonioni (Italia) - Cortometraggio
- Lo sguardo di Michelangelo (2004) di Michelangelo Antonioni (Italia) - Cortometraggio
- I tre banditi (The Tall T.) (1957) di Budd Boetticher (Stati Uniti d'America)
- Decisione al tramonto (Decision at Sundown) (1957) di Budd Boetticher (Stati Uniti d'America)
- Il cavaliere solitario (Buchanan Rides Alone) (1958) di Budd Boetticher (Stati Uniti d'America)
- L'albero della vendetta (Ride Lonesome) (1959) di Budd Boetticher (Stati Uniti d'America)
- La valle dei mohicani (Comanche Station) (1960) di Budd Boetticher (Stati Uniti d'America)
- The Iron Horse (1924) di John Ford (Stati Uniti d'America)
- Autoritratto Auschwitz/L'occhio è per così dire l'evoluzione biologica di una lagrima (1965-1968/2007) di Alberto Grifi (Italia)
- Becoming John Ford (2007) di Nick Redman (Stati Uniti d'America) - Documentario

#### Eventi Speciali
- Putiferio va alla guerra (1968) di Roberto Gavioli (Italia) - Animazione
- Duetto dei gatti (Opera buffa) (1985) di Emanuele Luzzati e Giulio Gianini (Italia) - Cortometraggio d'animazione, inedito
- Pulcinella di Emanuele Luzzati e Giulio Gianini (Italia) - Cortometraggio d'animazione, inedito
- Pulcinella e il gioco dell'oca di Emanuele Luzzati e Giulio Gianini (Italia) - Cortometraggio d'animazione, inedito
- Pulcinella e il pesce magico di Emanuele Luzzati e Giulio Gianini (Italia) - Cortometraggio d'animazione, inedito
- La tarantella di Pulcinella di Emanuele Luzzati e Giulio Gianini (Italia) - Cortometraggio d'animazione, inedito

### Orizzonti
- L'Aimèe di Arnaud Desplechin (Francia)
- Anabazys di Joel Pizzini e Paloma Rocha (Brasile)
- Andarilho di Cao Guimarães (Brasile)
- Lou Reed's Berlin di Julian Schnabel (Stati Uniti d'America)
- Cochochi di Israel Cárdenas e Laura Amelia Guzmán (Messico/Gran Bretagna/Canada)
- Il silenzio prima di Bach (Die stille vor Bach) di Pere Portabella (Spagna)
- Exodus di Penny Woolcock (Gran Bretagna)
- With a girl of Black Soil (Geomen tangyi sonyeo oi) di Soo-il Jeon (Corea del Sud/Francia)
- L'Histoire de Richard O. di Damien Odoul (Francia)
- Death in the Land of Encantos (Kagadanan sa banwaan ning mga engkanto) di Lav Diaz (Filippine)
- Madri di Barbara Cupisti (Italia)
- Mal Nascida di João Canijo (Portogallo)
- Man from Plains di Jonathan Demme (Stati Uniti d'America)
- Médée Miracle di Tonino De Bernardi (Italia/Francia)
- The Obscure di Lu Yue (Cina)
- Il passaggio della linea di Pietro Marcello (Italia)
- Sad Vacation di Shinji Aoyama (Giappone)
- Umbrella (San) di Du Haibin (Cina)
- Searchers 2.0 di Alex Cox (Stati Uniti d'America)
- Dust (Staub) di Hartmut Bitomsky (Germania)
- Sügisball di Veiko Õunpuu (Estonia)
- Wuyong di Jia Zhangke (Cina)

Evento Orizzonti
- Dall'altra parte della luna di Dario Baldi e Davide Marengo (Italia)
- Callas assoluta di Philippe Kohly (Francia/Grecia)
- Carlo Goldoni Venezian di Leonardo Autera e Alberto Caldana (Italia)
- Empire II di Amos Poe (Stati Uniti d'America)

## Sezione di retrospettive e restauri

### Storia segreta del cinema italiano / 4 - Western all'italiana
Speciale sezione monografica dedicata alla Storia segreta del Western all'italiana, i cosiddetti spaghetti-western, del periodo 1964-1976.
Si tratta della quarta parte della retrospettiva sul cinema italiano iniziata durante la 61ª Mostra internazionale d'arte cinematografica di Venezia; il padrino dell'operazione è stato il regista statunitense Quentin Tarantino.
- I sette del Texas (Antes llega la muerte) (1964) di Joaquín Luis Romero Marchent
- 100.000 dollari per Ringo (1965) di Alberto De Martino
- Il ritorno di Ringo (1965) di Duccio Tessari
- Ringo del Nebraska (1965) di Mario Bava e Antonio Román
- Un dollaro bucato (1965) di Giorgio Ferroni
- Django (1965) di Sergio Corbucci
- The Bounty Killer (1966) di Eugenio Martín
- La resa dei conti (1966) di Sergio Sollima
- Navajo Joe (1966) di Sergio Corbucci
- Sugar Colt (1966) di Franco Giraldi
- Un fiume di dollari (1966) di Carlo Lizzani
- Yankee (1966) di Tinto Brass
- 10.000 dollari per un massacro (1967) di Romolo Guerrieri
- El Desperado (1967) di Franco Rossetti
- Il tempo degli avvoltoi (1967) di Nando Cicero
- La morte non conta i dollari (1967) di Riccardo Freda
- Se sei vivo spara (1967) di Giulio Questi
- Ognuno per sé (1967) di Giorgio Capitani
- Preparati la bara! (1967) di Ferdinando Baldi
- Tepepa (1968) di Giulio Petroni
- Una lunga fila di croci (1968) di Sergio Garrone
- La taglia è tua... l'uomo l'ammazzo io (1969) di Edoardo Mulargia
- Lo chiamavano Trinità (1970) di Enzo Barboni
- Matalo! (1970) di Cesare Canevari
- Vamos a matar compañeros (1970) di Sergio Corbucci
- La vendetta è un piatto che si serve freddo (1971) di Pasquale Squitieri
- Il grande duello (1972) di Giancarlo Santi
- Il mio nome è Shangai Joe (1973) di Mario Caiano
- Una ragione per vivere e una per morire (1973) di Tonino Valerii
- I quattro dell'apocalisse (1975) di Lucio Fulci
- Keoma (1976) di Enzo G. Castellari

Eventi della retrospettiva
- Una questione poco privata - Conversazione con Giulio Questi (2007) di Gianfranco Pannone
- Gonin no shokin kasegi (The Fort of Death) (1969) di Kudo Eiichi

### La Mostra ricorda Luigi Comencini e Ousmane Sembène
Speciale sezione dedicata a due registi scomparsi nel corso dell'anno e grandi protagonisti della storia del Lido, l'italiano Luigi Comencini, uno degli autori più significativi del rinnovamento del cinema italiano, e Ousmane Sembène, padre del cinema africano e capofila del nuovo cinema internazionale.
- Manda bi (Senegal, 1968), primo lungometraggio a colori di Ousmane Sembène
- L'ospedale del delitto (Italia, 1950), cortometraggio di Luigi Comencini

### Il restauro diIntolerancedi David Wark Griffith
Evento di apertura delle Nuove Versioni Restaurate con il restauro Digital Cinema di Intolerance (1916) di David Wark Griffith.
La versione restaurata è stata prodotta da ZZ Productions, in associazione con il Danish Film Institute e con la partecipazione di ARTE France, digitalizzato sotto la supervisione di Thomas C. Christensen ed accompagnato dalla ri-creazione della Suite Symphonique composta da Antoine Duhamel e Pierre Jansen proprio per il film nell'esecuzione dell'Orchestre National d'Ile-de-France diretta da Jean Deroyer.

## Settimana Internazionale della Critica
- 24 mesures di Jalil Lespert (Francia/Canada)
- Karoy di Zhanna Issabayeva (Kazakistan)
- The Nines di John August (Stati Uniti d'America)
- Otryv di Alexander Mindadze (Russia)
- La ragazza del lago di Andrea Molaioli (Italia)
- Small Gods di Dimitri Karakatsanis (Belgio)
- Zui yaoyuan de juli di Lin Jing-jie (Taiwan)
- Año uña di Jónas Cuarón (Messico) - Evento speciale - Film di chiusura
- Borom sarret (1962) di Ousmane Sembène (Senegal) - Omaggio a Ousmane Sembène – Film d'apertura
- La nera di... (La noir de...) (1966) di Ousmane Sembène (Senegal) - Omaggio a Ousmane Sembène

## Giornate degli autori
- Andalucia di Alain Gomis (Francia/Spagna)
- Bianciardi! di Massimo Coppola (Italia)
- Cargo 200 di Alexey Balabanov (Russia)
- Continental. Un film sans fusil di Stéphane Lafleur (Canada)
- Freischwimmer di Andreas Kleinert (Germania)
- La pluie des prunes di Frédéric Fisbach (Francia)
- La zona di Rodrigo Plá (Spagna/Messico)
- Le ragioni dell'aragosta di Sabina Guzzanti (Italia)
- Nacido sin di Eva Norvind (Messico)
- Non pensarci di Gianni Zanasi (Italia)
- Sotto le bombe (Sous les bombes) di Philippe Aractingi (Francia/Gran Bretagna/Libano)
- Sztuczki di Andrzej Jakimowski (Polonia)
- The Speed of Life di Ed Radtke (Stati Uniti d'America)
- Solo un bacio per favore (Un baiser, s'il vous plaît!) di Emmanuel Mouret (Francia)
- Valzer di Salvatore Maira (Italia)
- Viaggio in corso nel cinema di Carlo Lizzani di Francesca Del Sette (Italia)

## I premi

### Premi principali
La mostra ha assegnato i seguenti riconoscimenti:
- Leone d'Oro
  - Leone d'Oro al miglior film: Lussuria - Seduzione e tradimento (Se,jie) di Ang Lee (USA/Cina/Taiwan)
  - Leone d'Oro alla carriera: a Tim Burton
- Leone d'Argento
  - Gran premio della giuria: ex aequo Cous Cous di Abdellatif Kechiche (Francia) - Io non sono qui (I'm not there) di Todd Haynes (USA)
  - Premio speciale per la regia: Redacted di Brian de Palma (USA)
- Coppa Volpi
  - Coppa Volpi per la miglior interpretazione maschile: Brad Pitt per L'assassinio di Jesse James per mano del codardo Robert Ford
  - Coppa Volpi per la miglior interpretazione femminile: Cate Blanchett per Io non sono qui
- Premio Osella
  - Premio Osella per la migliore fotografia: Rodrigo Prieto per Lussuria - Seduzione e tradimento
  - Premio Osella per la migliore sceneggiatura: Paul Laverty per In questo mondo libero...
- Premio Marcello Mastroianni, ad un attore o attrice emergente: Hafsia Herzi per Cous Cous
- Leone speciale per l'insieme dell'opera a Nikita Mikhalkov

### Orizzonti
- Premio Orizzonti: Sügisball di Veiko Õunpuu
- Premio Orizzonti Doc: Wuyong di Jia Zhangke
- Menzione speciale: Death in the Land of Encantos di Lav Diaz

### Premio Venezia Opera prima "Luigi De Laurentiis"
- Leone del futuro - Premio Venezia Opera Prima "Luigi De Laurentiis": La zona di Rodrigo Plá

### Corto cortissimo
- Menzione speciale:
- Prix UIP per il miglior cortometraggio europeo:
- Leone Corto cortissimo per il miglior cortometraggio:

### Altri premi
- Premio Brian al miglior film che evidenzia i valori del laicismo: Le ragioni dell'aragosta di Sabina Guzzanti (Italia).

## I numeri e le nazioni della 64ª Mostra
- Numero dei paesi con almeno un film nelle sezioni ufficiali: oltre 70
- Numero dei titoli visionati: 4585 (di cui 3122 lungometraggi)
- Numero dei lungometraggi presentati nelle sezioni ufficiali: 61 (di cui 55 in prima mondiale, 6 in prima internazionale)
  - In concorso: 22
  - Fuori concorso: 14
  - Venezia Orizzonti: 25
- Numero dei lungometraggi restaurati e altri titoli retrospettivi: 43
- Cortometraggi: 45